# Hadiza Moussa Gros
Hadiza Moussa Gros (sinh ngày 25 tháng 12 năm 1960), còn được gọi là Lady Gros, là một chính trị gia người Niger, từng giữ chức Chủ tịch Tòa án Công lý Tối cao kể từ tháng 12 năm 2011.

## Giáo dục và giáo dục sớm
Moussa Gros sinh ra ở Niamey vào ngày 25 tháng 12 năm 1960. Bà học quản trị kinh doanh tại một trường tư ở Lyon.

## Sự nghiệp
Moussa Gros được bầu làm đại biểu Quốc hội cho Phong trào Quốc gia vì sự phát triển của xã hội. Bà đã bị trục xuất khỏi đảng vào ngày 26 tháng 4 năm 2009 cùng với bốn đại biểu khác ủng hộ Hama Amadou.
Moussa Gros được bầu lại vào Quốc hội đại diện cho Phong trào Dân chủ Niger cho một Liên bang châu Phi vào tháng 1 năm 2011. Bà làm Phó Chủ tịch Ủy ban Kinh tế và Kế hoạch.
Vào ngày 20 tháng 12 năm 2011, Moussa Gros được bổ nhiệm làm Chủ tịch Tòa án Công lý Tối cao, người phụ nữ đầu tiên giữ chức vụ này.